# Enric Peris de Vargas
Enric Peris de Vargas   (Barcelona, 27 de febrer de 1887 - Barcelona, 17 de febrer de 1953) fou un futbolista i atleta català de les dècades de 1900 i 1910.

## Trajectòria
Començà a jugar al FC Internacional el 1903. La temporada 1906-07 ingressà en el FC Barcelona, on hi romangué fins a la temporada 1916-17, jugant primer de migcampista i, finalment, d'extrem esquerre. Fou el primer jugador que assolí la xifra de 200 partits oficials amb el club. En total jugà 308 partits i marcà 34 gols, guanyant tres Copes d'Espanya (1910, 1911, 1913), cinc Campionats de Catalunya (1909, 1910, 1911, 1913, 1916) i quatre copes dels Pirineus. També jugà amb la selecció catalana de futbol.
També fou un destacat atleta, especialment en els 100 m llisos i el salt de llargada, així com àrbitre de futbol. Arribà a ser tresorer i comptador del Col·legi Català d'Àrbitres entre 1924 i 1931, i membre del Col·legi Nacional d'Àrbitres.
Els seus germans Joaquim, Agustí i Llisard també foren destacats esportistes i dirigents.

## Palmarès

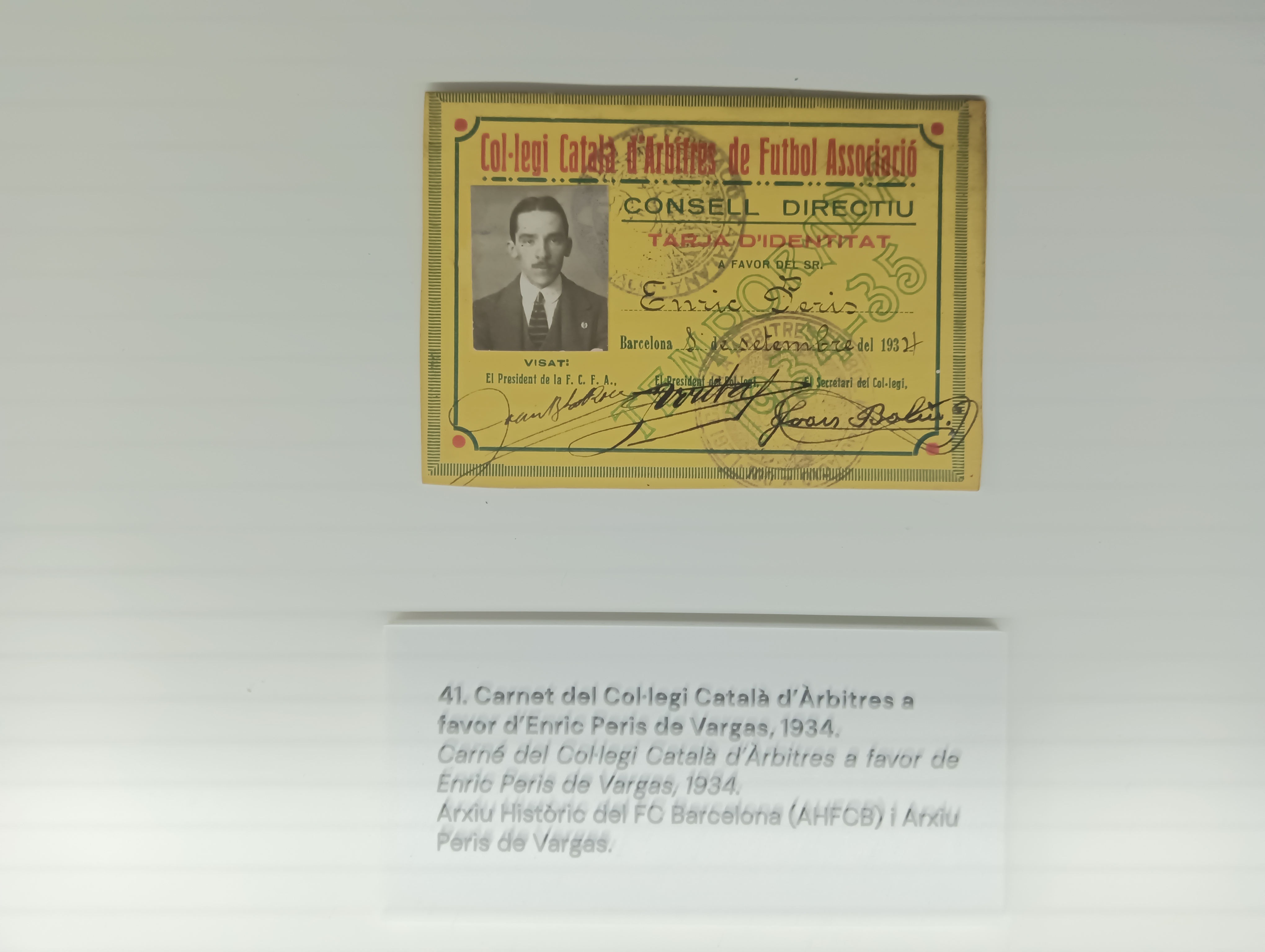
Carnet del Col·legi Català d'Àrbitres d'Enric Peris de Vargas.

- Campionat de Catalunya de futbol:
  - 1909, 1910, 1911, 1913, 1916
- Copa espanyola:
  - 1910, 1911, 1913
- Copa dels Pirineus:
  - 1910, 1911, 1912, 1913